# Amtsgericht de Wurtzbourg
 (juin 2016).
L'Amtsgericht de Wurtzbourg est un tribunal de droit privé et de droit pénal et l'un des 73 Amtsgerichts  de Bavière.
L'Amtsgericht de Wurtzbourg est compétent pour le Landgericht de Wurtzbourg et dépend de l'Oberlandesgericht de Bamberg.